# Camarilla de Shanxi

La camarilla de Shanxi (en chino, 晉系) fue una de las varias facciones militares que se escindieron del Ejército de Beiyang durante la era de los señores de la guerra de China.

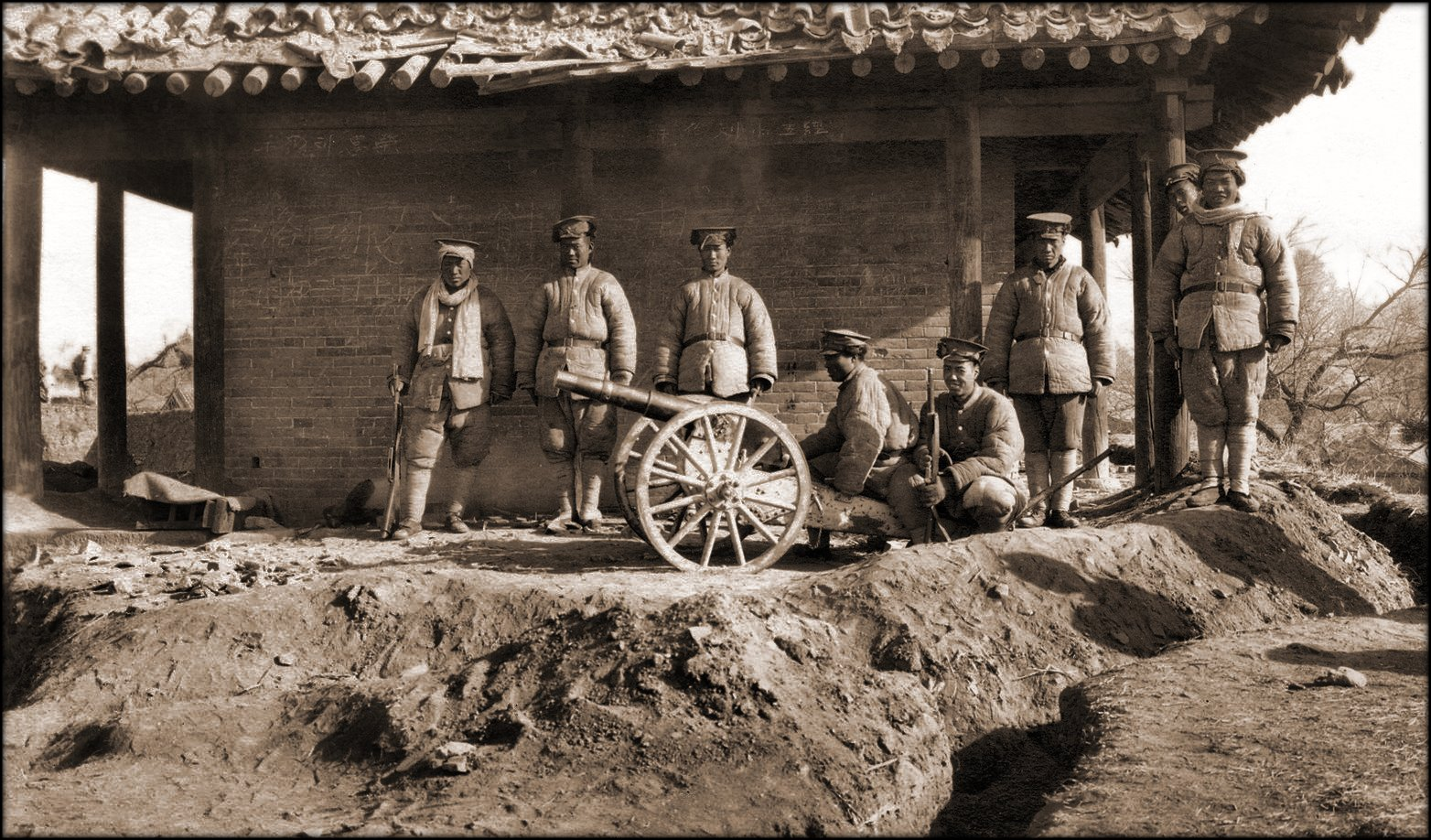
Los soldados de Yan Xishan en Liaozhou (ahora condado de Zuoquan) en 1925 durante la guerra con el señor de la guerra de Henan, Fan Zhongxiu.

Aunque era un estrecho colaborador de Duan Qirui, el gobernador militar de Shanxi, Yan Xishan, no se unió a la camarilla de Anhui. Mantuvo la provincia neutral en las diversas guerras civiles que la nación enfrentaba. Él lucharía contra las tropas de las otras camarillas si estas usurpaban sus fronteras. En 1927, ante las abrumadoras fuerzas del Ejército Nacional Revolucionario (ENR), la camarilla de Fengtian dio un ultimátum a Yan para unirse a su lado. En su lugar, Yan se unió al ENR, y rechazó a los ejércitos de Fengtian fuera de Pekín. Como recompensa, el Kuomintang permitió a la camarilla de Shanxi ampliar todo su territorio hasta el mar en Hebei, Shandong. Enfadado con la dictadura de Chiang Kai-shek, la camarilla de Shanxi, junto con varias otras camarillas, lanzaron la Guerra de las Planicies Centrales, pero fueron derrotados. La camarilla se debilitó significativamente a causa de la invasión japonesa, que ocupó la mayor parte de su provincia. Después de la guerra, Yan no pudo defender la provincia, que cayó en manos comunistas en 1949.